# 霧島岑神社
霧島岑神社（きりしまみねじんじゃ）は、宮崎県小林市細野にある神社。延喜式内社の論社であり、旧社格は県社。

## 祭神
- 瓊々杵命（ににぎのみこと）と木花咲耶姫命（このはなさくやひめのみこと）[1]
- 彦火々出見命（ひこほほでみのみこと）と豊玉姫命（とよたまひめのみこと）[1]
- 鸕鷀草葺不合命（うがやふきあへずのみこと）と玉依姫命（たまよりひめのみこと）[1]

瓊々杵命、彦火々出見命、鸕鷀草葺不合命は皇室の祖先として日向三代と称せられ、木花咲耶姫命、豊玉姫命、玉依姫命はそれぞれの配偶神である。

## 由緒

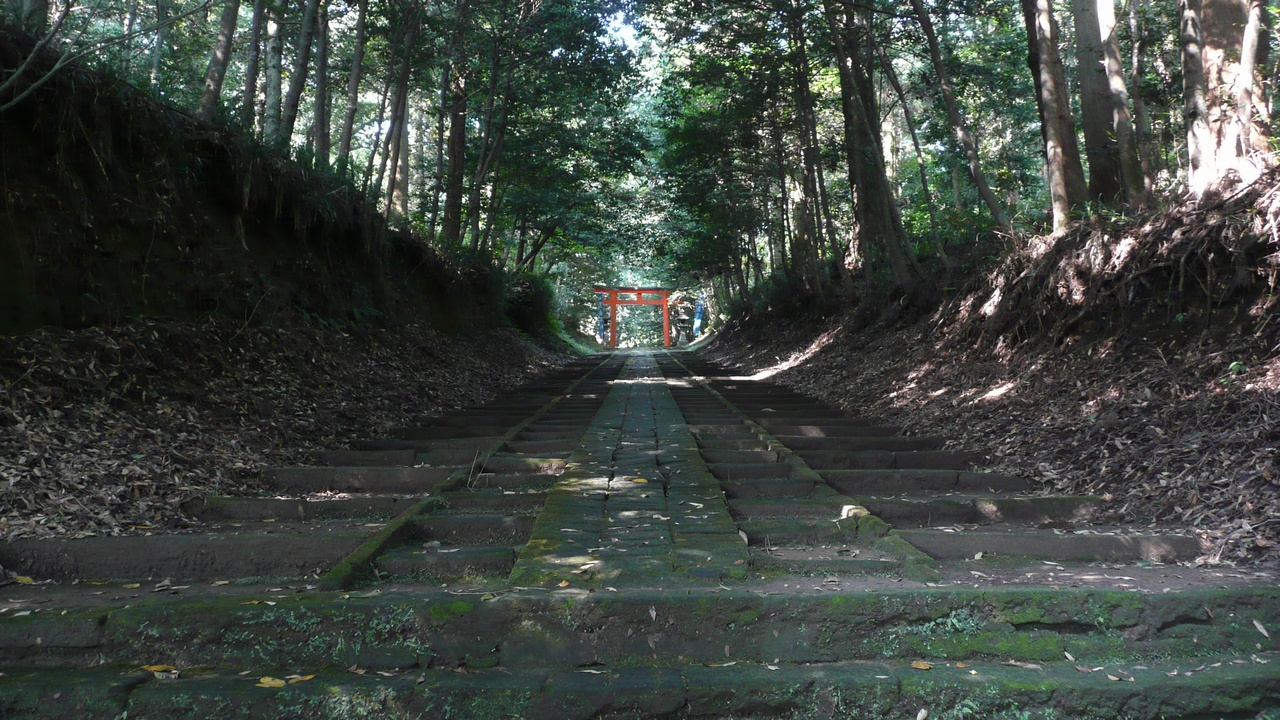
参道

創建年代は不詳で、6世紀中期頃とも伝えられるが、天孫降臨から日向三代に関わりの深い神社とされている。
社伝によると、国史の初見である続日本後紀の承和4年（837年）8月1日条の「日向国子湯郡都濃神。妻神。宮埼郡江田神。諸県郡霧島岑神。並預官社（都農神社・都萬神社・江田神社・霧島岑神社を官社に預かる）」とし従五位上を授けられたと記載されている「霧島岑神」が当社であるといわれる。
日本三代実録には、天安2年（858年）従四位下に叙せられている。
また、延喜式神名帳記載の「日向国諸県郡霧嶋神社」を当社に比定する説がある（式内社論社）。
当初は高千穂峰と火常峰（御鉢）の中間地点の「瀬多尾（せたお）（背門丘・瀬戸尾）（宮崎県西諸県郡高原町）」に鎮座していたので、瀬多尾権現とも称され、別当寺を瀬多尾寺と称したと伝わる。
天慶・天暦の頃、性空上人が霧島岑神社に参籠の折り、山麓四方に夷守神社他四社を創建し、本社である霧島岑神社（別名、霧島山中央権現宮）を合せて霧島六社権現と称したという。その神仏習合の時代には、参道途中の瀬多尾寺に大日如来が据えられ、霧島山中央六所(六社)権現（霧島岑神社）とも言われるようになった。その後その名の通り、霧島六社権現の中心として信仰を集め、霧島信仰が隆盛期を迎える。
天永3年（1112年）韓国岳噴火、仁安2年（1167年）大幡山噴火と相次いで神殿を焼失したが、その都度元の地に再建された。文暦元年（1234年）には至近の火常峰（御鉢）が噴火し社殿は焼失、この高地に湧いていた天の井が渇水したことから末社の霧辺王子神社の辺に遷座され、その地を”新瀬戸尾”と称した。。
しかし、享保元年（1716年）に新燃岳が噴火し社殿が再び焼失、御神体は今坊権現に奉遷、次いで細野村岡原に遷座されたが”新瀬戸尾”の地は全く荒廃したので、享保14年（1729年）、夷守岳（ひなもりだけ）中腹に社殿を再建、明治初頭まで鎮座された。その地を未だに築地という。
明治5年（1872年）に県社に列せられ、明治6年（1873年）に同じく霧島六社権現に数えられていた夷守神社を合祀した後、夷守神社跡地（現在地）に遷座し現在に至る。
薩摩藩が領内の名所を記した三国名勝図会には『霧島大権現宮』と記されている。
古来より島津氏を始め伊東氏・北原氏等この地を領した諸氏の崇敬篤い名社として栄えた。また、島津義弘が飯野城を居城としていた際に参詣し、神領として毎年米100俵を寄進するなど厚く崇敬を受けている。

## 文化財
- 小林市指定有形文化財
  - 霧島岑御神像六躰